# Bewehrung

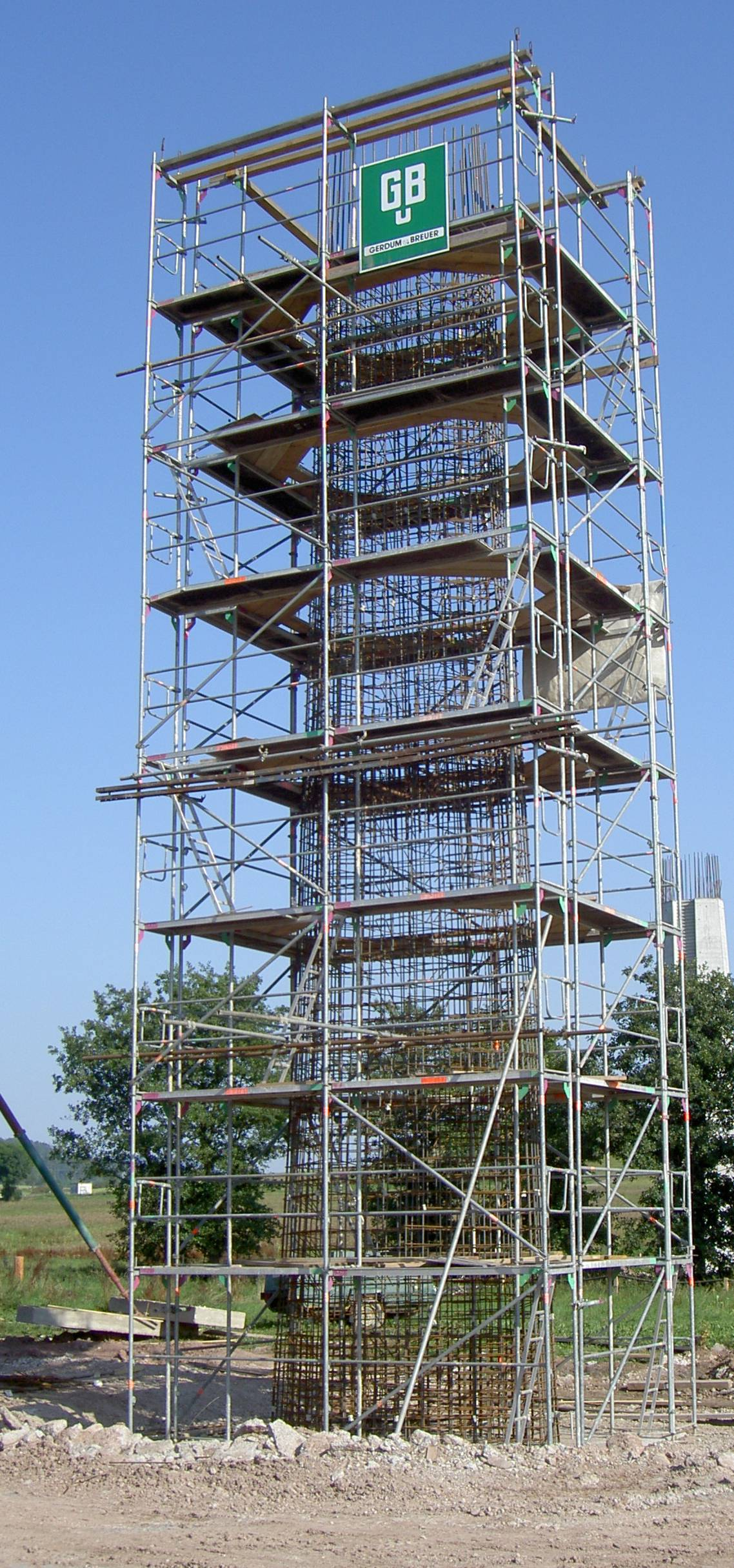
Bewehrung eines Brückenpfeilers der Talbrücke Brünn

Bewehrung oder Armierung bezeichnet die Verstärkung von Betonbauteilen zur Erhöhung der Tragfähigkeit. Dabei handelt es sich um einen Verbundwerkstoff.
Die bekannteste Anwendung ist der im Stahlbeton eingegossene Armierungs- oder Bewehrungsstahl. Auch die Einbettung von Geotextilien im Erdbau zur Herstellung von bewehrter Erde gewinnt an Bedeutung. Weitere Anwendungen sind beispielsweise der mit Glas- oder Carbonfasern verstärkte Kunststoff (GFK, CFK).
Die Armierung erhöht vor allem die Widerstandsfähigkeit des Materials gegenüber Zugspannungen. Es können damit aber auch weitere Materialeigenschaften in gewünschter Weise verändert werden, wie beispielsweise die Schlag-, Biege- und Druckfestigkeit, oder die Duktilität, also das plastische Verformungsvermögen. Im Gegensatz zu einem isotropen Material (in alle Richtungen gleich), können Materialien durch die Einlage einer Armierung anisotrop gestaltet werden, d. h. die Verstärkungen bzw. Widerstände dort eingebaut werden, wo sie gebraucht werden.

## Geschichte
Die Begriffe Armierung oder Bewehrung kommen ursprünglich aus der Militärtechnik; Bewaffnung (franz. armement) im Sinne einer Verstärkung der Wehrhaftigkeit z. B. einer Befestigungsanlage. Früher bezeichnete man als Armieren bzw. Armierung die Bewaffnung bzw. Versetzung in einen kampffähigen Zustand insbesondere von Festungen, Batterien usw. Im Seewesen nannte/nennt man die Geschütz- und Torpedoausrüstung eines Kriegsschiffes eine Armierung.
1861 stellte der Gärtner Joseph Monier Pflanzkübel aus einem mit Eisengeflecht verstärkten Zementmörtel her, damit sie bei Dehnung nicht so leicht zerbrachen. Diese Erfindung wurde 1867 patentiert. Der Begriff Moniereisen ist ein Synonym für Bewehrungsstahl.

## Bewehrungen im Bauwesen
Beton ist relativ druckfest, reißt jedoch, wenn er durch Zugspannungen belastet wird. Er wird daher durch Baustahl (Bewehrungsstahl bzw. Betonstahl), sowie in Einzelfällen durch Glasfasern (AR-Glas aus alkaliresistenter Faser) oder Kohlenstofffasern (Carbon) verstärkt, die in der Lage sind, die Zugkräfte aufzunehmen. Der resultierende Verbundwerkstoff wird als Stahlbeton bzw. Textilbeton bezeichnet.
Vor der Verlegung der Bewehrung wird ein Bewehrungsplan erstellt. Vorfabrizierte Betonstahlmatten können Zugkräfte in zwei Richtungen aufnehmen und erleichtern das Verlegen. Die Bewehrung kann zur Aufnahme von Zugkräften (meistens aus Biegung bzw. Biegezug) oder von Druckkräften angeordnet werden (z. B. in hochbelasteten Stützen).
Wird der Beton mittels einer Spannbewehrung vorgespannt, spricht man von Spannbeton.
Die Verwendung von GFK-Bewehrungsstäben, sowie Glasfaser- oder Kunstfasergeweben ist zurzeit noch auf spezielle Anwendungen beschränkt, ebenso wie die Zumischung von kurzen Stahl-, Kunststoff- oder Glasfasern bei der Herstellung von Faserbeton. Anschlüsse an bestehende Stahlbetonbauteile durch nachträglich eingemörtelte Bewehrungsstäbe, bezeichnet man als Bewehrungsanschluss. Eine sichere Verbindung wird durch die Verwendung hochfester Verbundmörtel erreicht.
Im Tunnelbau werden unter anderem Spritzbeton (etwa bei der Neuen Österreichischen Tunnelbaumethode) und Anker eingesetzt, im Erdbau, auf Rutschhängen oder beim Umweltschutz verschiedene Geotextilien. Siehe hierzu auch: Bewehrte Erde
Wand- und Deckenputz wird in Gebäuden in kritischen Bereichen durch die Einlage von Jute- oder Kunststoff-Gewebematten oder Streckmetallgitter verstärkt. Die Bewehrung verringert die Rissbildung der Putze, was besonders bei Wärmedämmverbundsystemen wichtig ist. Rabitzgitter dient bei der Erstellung von Rabitz als Putzträger und Armierung.
Estrich wird gelegentlich zur Vermeidung von Rissen bewehrt, besonders wenn er dünnschichtig ausgeführt wird oder auf einer Dämmungschicht liegt. Es kommen einfache Stahlgitter oder Kunststoffgewebe zum Einsatz, in jüngster Zeit auch eingestreute, kurze Fasern aus Stahl, Glasfasern oder Kunststoff. Siehe auch: Glasfaserverstärkter Kunststoff und Faserzement

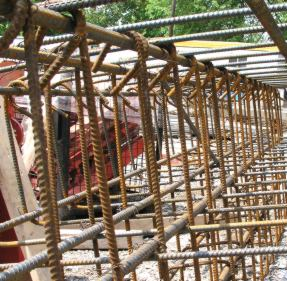
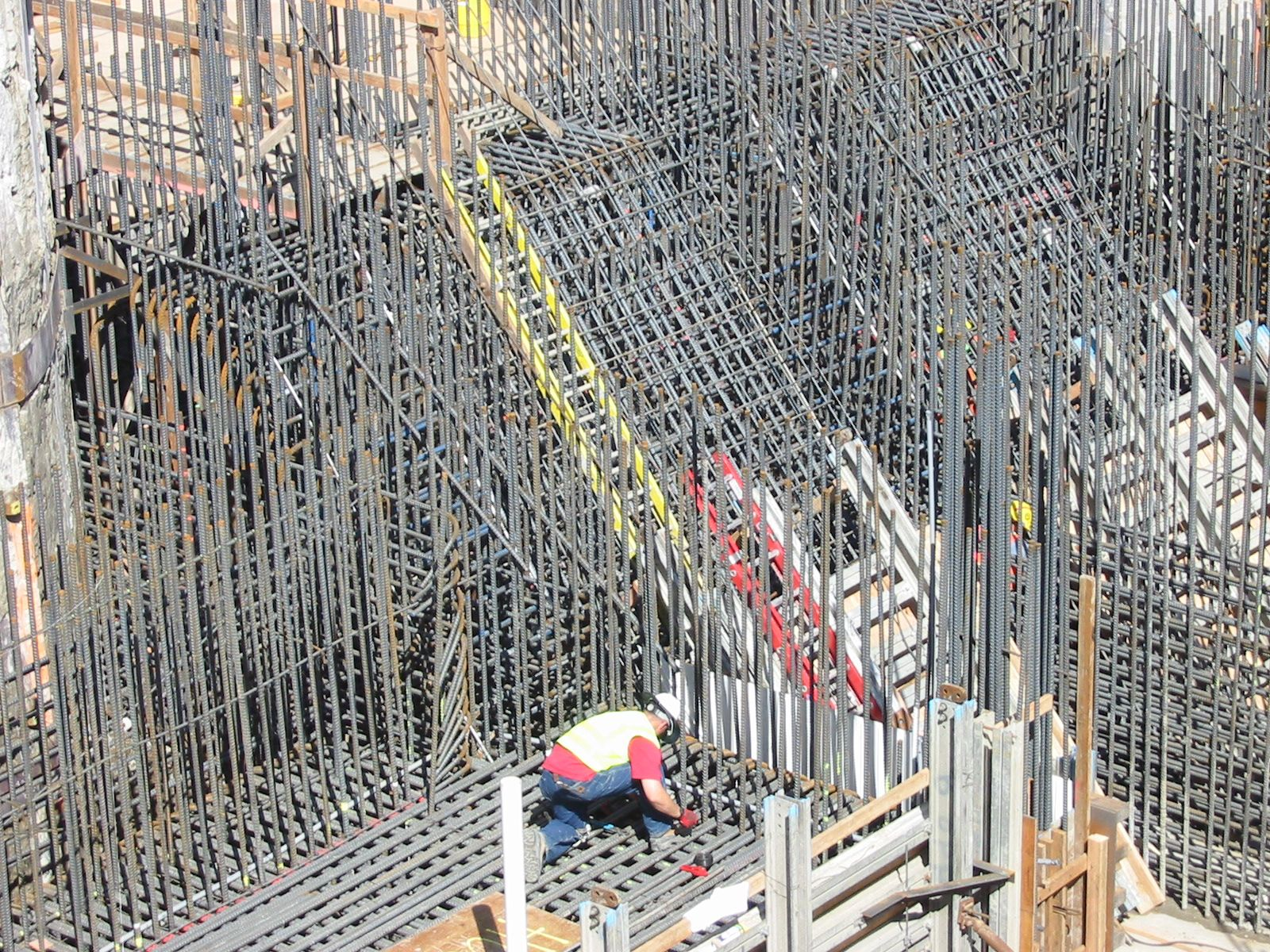
Bewehrung an der South River Pump Station, West Sacramento, Kalifornien, USA
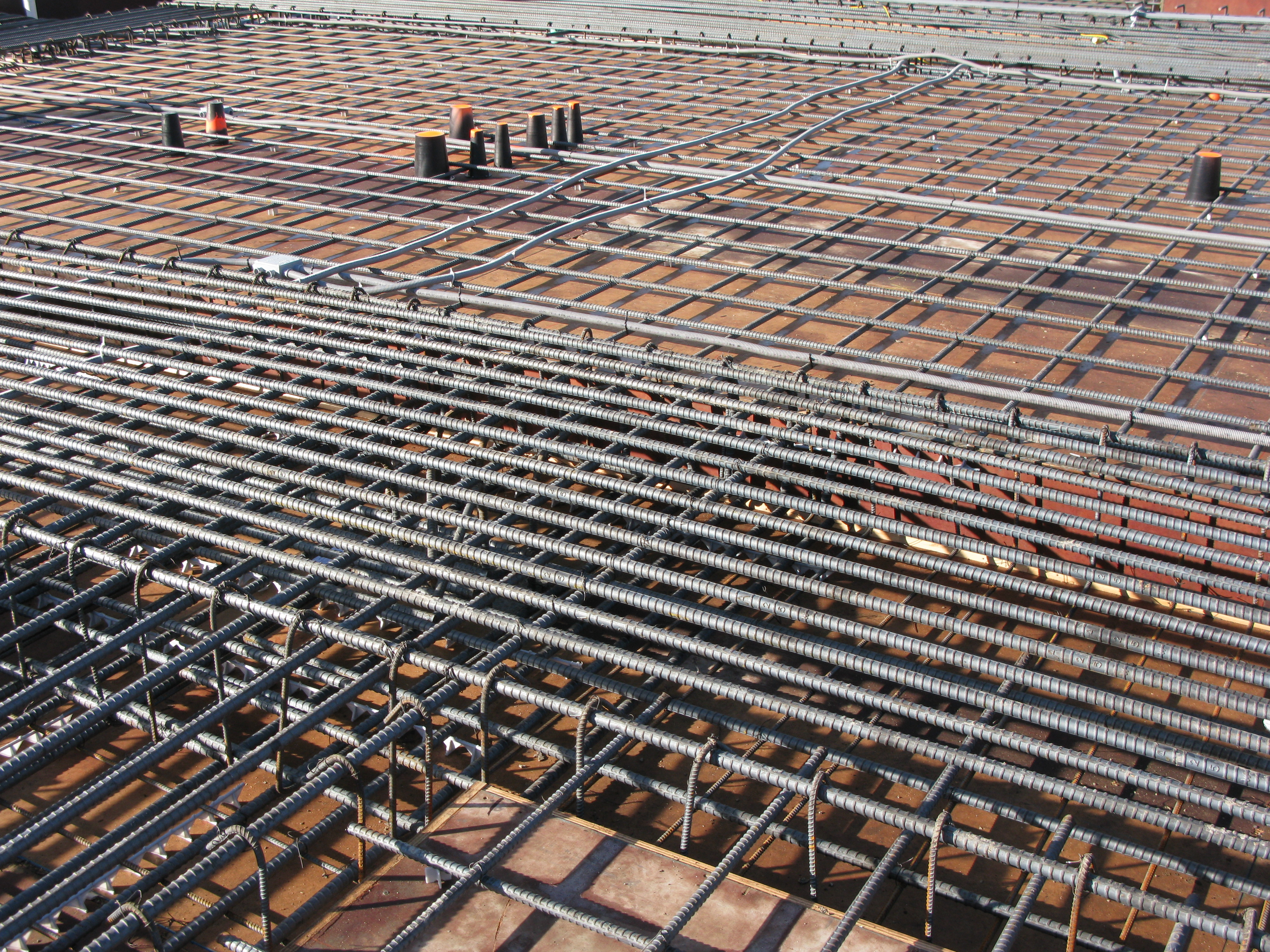
Bewehrung für eine Decke
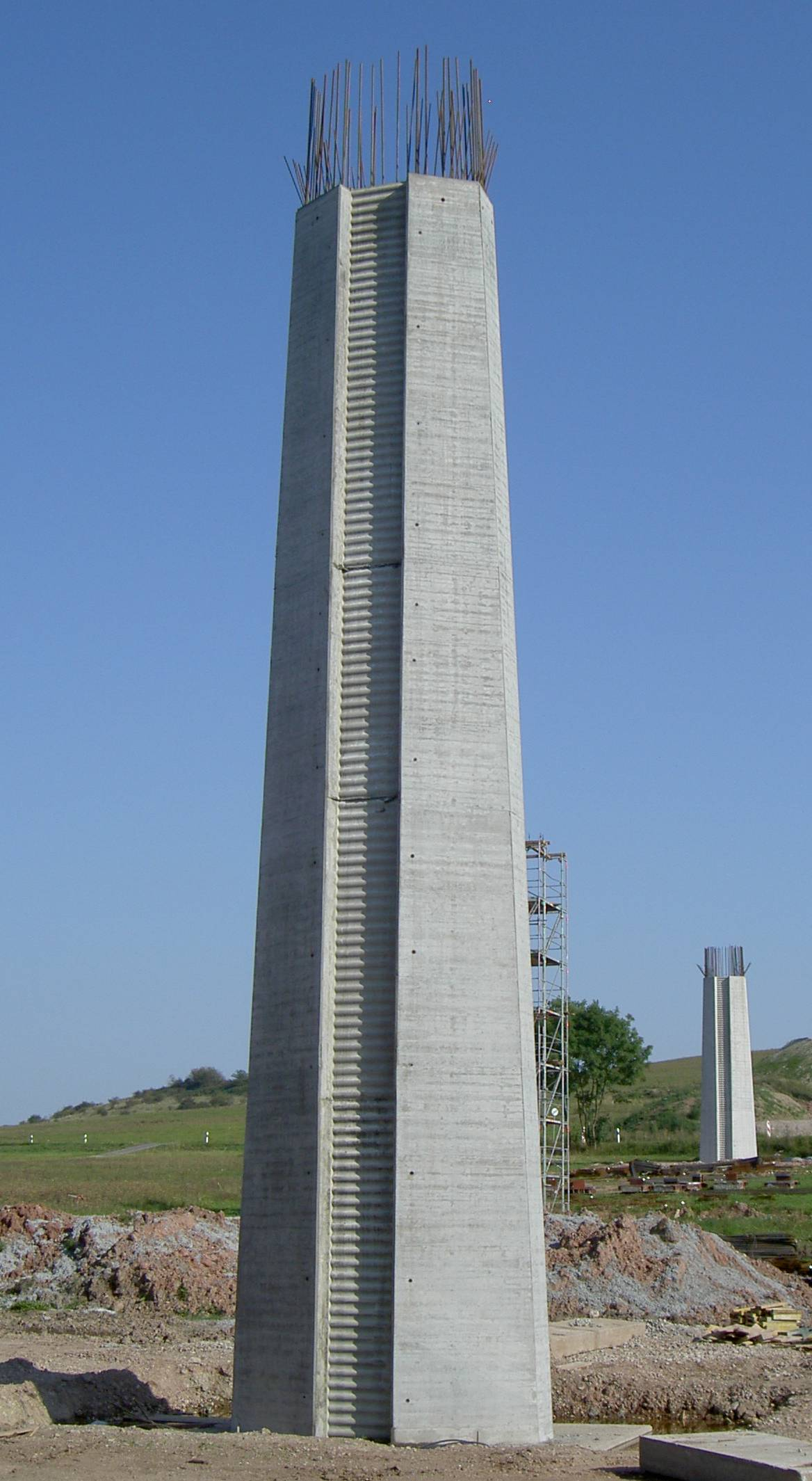
Stahlbetonbrückenpfeiler der Talbrücke Brünn
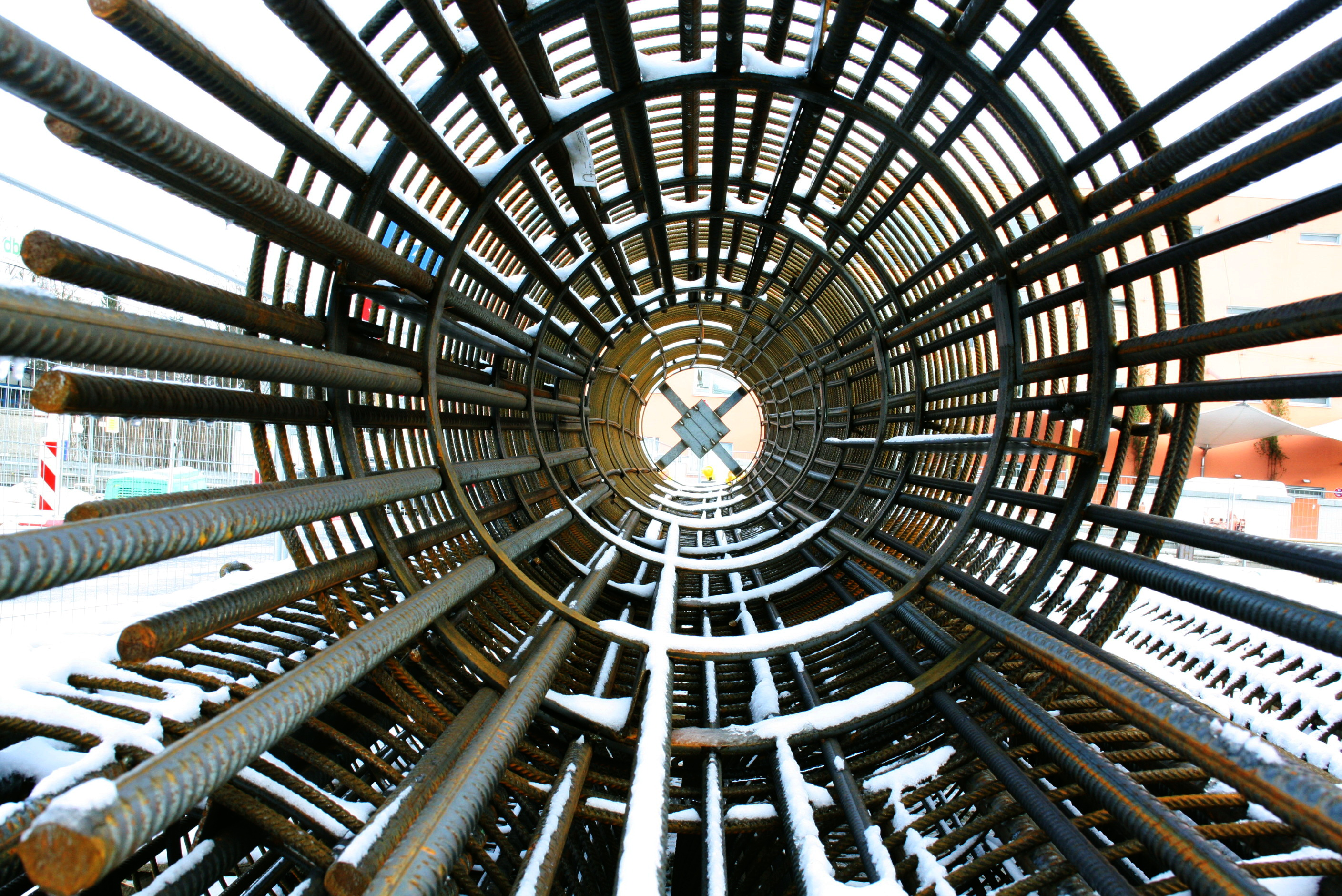
Bewehrung für Bohrpfahl Tunnel Garmischer Straße
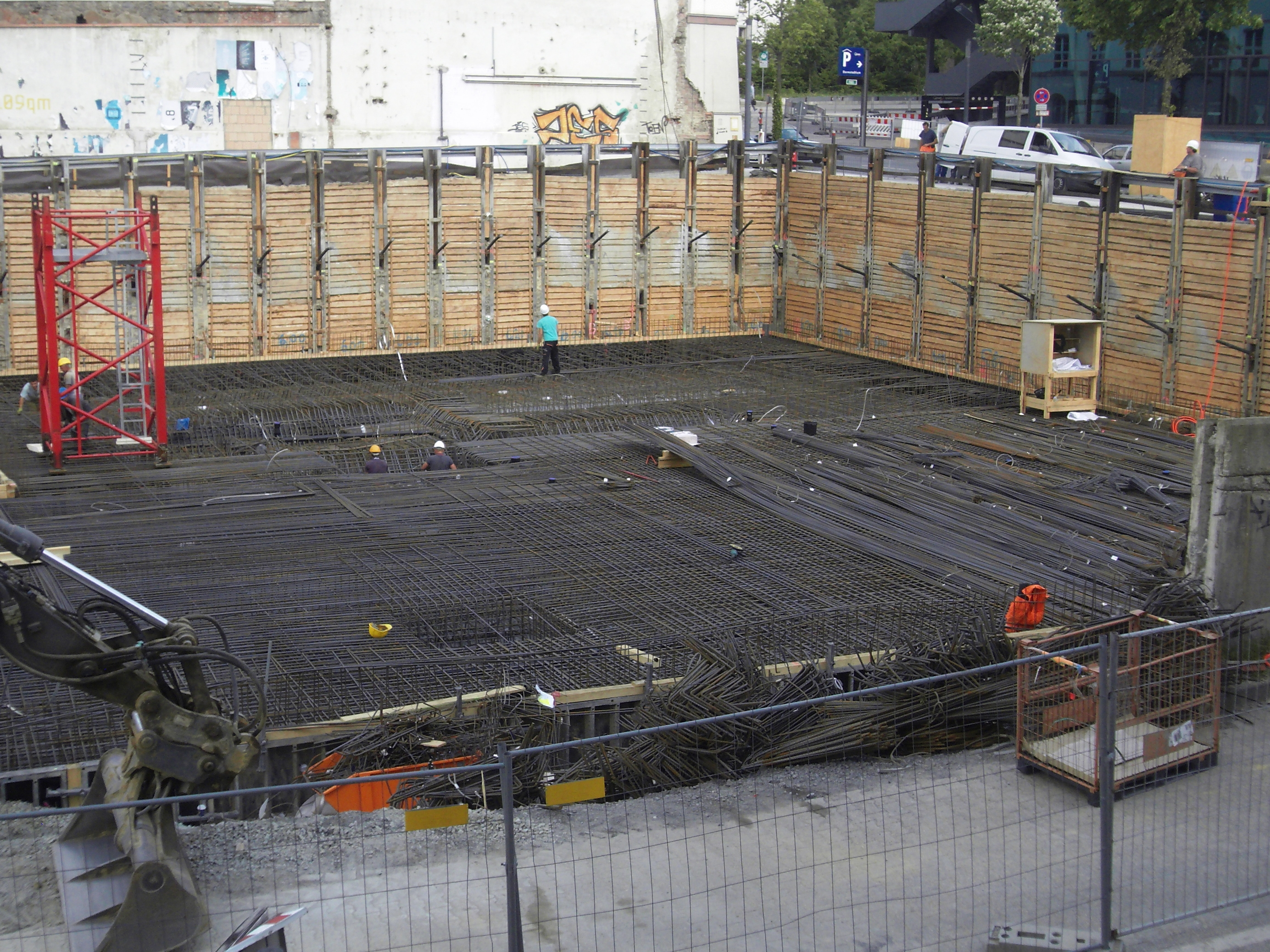
Bewehrung für eine Bodenplatte

## Bewehrung im Maschinenbau
In der Gießereitechnik werden stark belastete Kerne mit Kerneisen verstärkt.
Holz-, Metall- (z. B. Aluminium) oder Kunststoffteile werden mit Glas- oder Carbonfasersträngen bzw. -matten umspannt und zur Verfestigung mit Kunstharz (z. B. Epoxidharz) getränkt. Das Anwendungsfeld reicht vom Bootsbau bis zur Raumfahrt.